# トリヘキシフェニジル
トリヘキシフェニジル（Trihexyphenidyl）は、抗ムスカリン系抗パーキンソン病治療薬である。2003年にパーキンソン病の治療薬としてFDAに承認された。日本では1953年より販売されている:表紙。商品名はアーテンなど。

## 効能・効果
- 向精神薬投与によるパーキンソニズム・ジスキネジア（遅発性を除く）・アカシジア
- 特発性パーキンソニズムおよびその他のパーキンソニズム（脳炎後、動脈硬化性）

トリヘキシフェニジルは、パーキンソン病の対症療法として、単剤または併用療法で使用される。脳脊髄液減少症、動脈硬化症、特発性の各病型に有効である。また、抗精神病薬による治療中に発生する錐体外路性の副作用の治療にもよく用いられる。本剤は、注視痙攣、運動障害、痙性収縮の頻度と期間を減少させる。トリヘキシフェニジルは、パーキンソン病によく見られる精神病性のうつ状態や精神的な惰性、抗精神病薬による症状をも改善する[要出典医学]。
トリヘキシフェニジルはパーキンソン病を治癒することはできないが、症状を大幅に緩和することができる。パーキンソン病患者の50 - 75％が肯定的な反応を示し、20 - 30％の症状の改善を経験すると推定されている。治療効果を高めるために、トリヘキシフェニジルはレボドパ、他の抗ムスカリン剤、抗ヒスタミン剤（ジフェンヒドラミンなど）と併用されることが多い。また、カベルゴリンのようなドパミン作動薬との併用も可能である。これはしばしば「多次元的アプローチ」と呼ばれる。また、本態性振戦やアカシジアにも処方される。

## 禁忌
閉塞隅角緑内障の患者と重症筋無力症の患者には禁忌である。
米国では更に、イレウスに禁忌とされている。
慎重投与を要する患者としては、開放隅角緑内障の患者、尿路に閉塞性疾患（前立腺肥大など）のある患者、不整脈または頻拍傾向のある患者、肝障害または腎障害のある患者、高齢者、高血圧の患者、高温環境にある患者、胃腸管に閉塞性疾患のある患者、動脈硬化性パーキンソン症候群の患者、脱水・栄養不良状態などを伴う身体的疲弊のある患者が挙げられる。
18歳未満の患者には臨床経験が少ない。
突然の傾眠や蓄積された疲労により、自動車や重機などの操作が特に危険になる可能性があるため、トリヘキシフェニジルを初めて使用する場合や、他の薬剤に追加する場合、増量する場合には、服用に慣れるための期間を設ける必要がある。

## 副作用
重大な副作用として、悪性症候群、精神錯乱、幻覚、せん妄、閉塞隅角緑内障が知られている。
用量依存性の副作用は頻繁に見られるが、通常、身体が薬に適応するにつれて時間と共に軽減する。以下の全ての症状を考慮すると、トリヘキシフェニジルは、16 - 86歳の患者の神経学的症状を5年間にわたって劇的かつ一貫して改善することが示されている。高齢の患者や精神疾患を持つ患者は、混乱したり、譫妄を起こす可能性がある。副作用は以下の通りであるが、これらに限定されるものではない。
- 中枢神経系：眠気、回転性眩暈、頭痛、浮動性眩暈などが頻繁に起こる。高用量では、神経過敏、激昂、不安、譫妄、錯乱が認められる。トリヘキシフェニジルは、短時間で気分を高揚させて多幸感をもたらすため、乱用されることがある。正常な睡眠構造が変化することがある（レム睡眠抑制）。トリヘキシフェニジルは痙攣閾値を下げる可能性がある。
- 末梢性の副作用：口渇、発汗障害、腹部不快感、吐き気、便秘、起立性低血圧などが頻繁に起こる。頻脈や動悸が認められることがある。アレルギー反応は稀だが、起こる可能性がある。これら多くの末梢症状により急激に患者の不安感が増大し、特に精神疾患を持つ患者が治療を離脱する危険性が示唆される[11]。
- 眼：トリヘキシフェニジルは、羞明を伴う、あるいは伴わない散瞳を引き起こす。狭隅角緑内障を誘発したり、目の霞みを起こすことがある。
- 投与中に耐性が生じ、投与量の調整が必要になることがある。
- 筋骨格の変化や体重増加が起こることがある。

トリヘキシフェニジルは、妊娠カテゴリーCの医薬品です。利益がリスクを上回る場合にのみ、注意して使用することが推奨される。

## 相互作用
抗コリン作用を有する薬剤（フェノチアジン系薬剤、三環系抗うつ剤など）
腸管麻痺（食欲不振、悪心、嘔吐、著しい便秘、腹部の膨満あるいは弛緩および腸内容物のうっ滞などの症状）をきたし、麻痺性イレウスに移行することがある。
中枢神経抑制剤（フェノチアジン系薬剤、三環系抗うつ剤、モノアミン酸化酵素阻害剤など）
トリヘキシフェニジルの作用が増強されることがある。 また、三環系抗うつ剤との併用では、精神錯乱、興奮、幻覚などの副作用が増強されることがある。
他の抗パーキンソン病薬（レボドパ、アマンタジンなど）
精神神経系の副作用が増強されることがある。

## 薬理
パーキンソン症候群における正確な作用機序は解明されていないが、トリヘキシフェニジルは平滑筋（鎮痙作用）、唾液腺、眼球（散瞳作用）などの副交感神経に支配された器官の遠心性信号を遮断することが知られている。高用量では、脳の運動中枢に対する直接的な中枢抑制作用が加わる可能性がある。極高用量では、アトロピンの過量投与に見られるような中枢性毒性が認められる。トリヘキシフェニジルは、M1ムスカリン受容体に結合し、ドーパミン受容体にも結合する可能性がある。トリヘキシフェニジルは消化管から速やかに吸収され、経口投与後1時間以内に作用が発現する。活性のピークは2 - 3時間後に認められる。1回の単回投与での作用持続時間は、用量依存的に6 - 12時間である。尿中に、おそらく未変化体として排泄される。動物およびヒトにおけるより正確なデータは今のところ決定されていない。

## 立体化学
トリヘキシフェニジルにはキラル中心があり、2つのエナンチオマーが存在する。製剤はラセミ体である。
| Enantiomers            | Enantiomers            |
| ---------------------- | ---------------------- |
| CAS number: 40520-25-0 | CAS number: 40520-24-9 |

## 研究開発
以下のについては、小規模な研究から得られた曖昧な予備的結果がある。
- 他のジスキネジア
- ハンチントン舞踏病
- 痙性斜頸
- ジストニア[19][20]

## 参考資料
1. ↑  “TGA eBS - Product and Consumer Medicine Information Licence”. www.ebs.tga.gov.au. 2020年8月20日閲覧。
2. ↑  FDA (2003年5月25日). “New Drug Application Approval Notice”. 2020年8月20日閲覧。
3. ↑  “アーテン錠（2mg）／ アーテン散1％ インタビューフォーム”.   PMDA. 2021年6月11日閲覧。
4. ↑  “Movement disorders”. The Medical Clinics of North America. Common Neurologic Disorders 93 (2):  371–88, viii. (March 2009). doi:10.1016/j.mcna.2008.09.002. PMID 19272514.
5. ↑  “[Drug-Induced Akathisia]”. Brain and Nerve = Shinkei Kenkyu No Shinpo 69 (12):  1417–1424. (December 2017). doi:10.11477/mf.1416200927. PMID 29282345.
6. ↑  “Drug-induced movement disorders”. Australian Prescriber 42 (2):  56–61. (April 2019). doi:10.18773/austprescr.2019.014. PMC 6478951. PMID 31048939.
7. 1 2 3  “アーテン錠（2mg）／アーテン散1％ 添付文書”.   PMDA. 2021年6月11日閲覧。
8. ↑  “TGA eBS - Product and Consumer Medicine Information Licence”. www.ebs.tga.gov.au. 2020年8月20日閲覧。
9. ↑  “Five year follow-up of treatment with trihexyphenidyl (artane); outcome in four hundred eleven cases of paralysis agitans”. Journal of the American Medical Association 154 (16):  1334–6. (April 1954). doi:10.1001/jama.1954.02940500014005. PMID 13151847.
10. ↑  “Trihexyphenidyl”. Web MD.   First Databank Inc. 2021年6月11日閲覧。
11. ↑  “Trihexyphenidyl”. Toxnet. 2021年6月11日閲覧。
12. ↑  “trihexyphenidyl (Rx)”. Medscape. 2021年6月11日閲覧。
13. ↑  “Binding and functional profiles of the selective M1 muscarinic receptor antagonists trihexyphenidyl and dicyclomine”. British Journal of Pharmacology 89 (1):  83–90. (September 1986). doi:10.1111/j.1476-5381.1986.tb11123.x. PMC 1917044. PMID 2432979.
14. ↑  “Addiction, dopamine, and the molecular mechanisms of memory”. Neuron 25 (3):  515–32. (March 2000). doi:10.1016/S0896-6273(00)81056-9. PMID 10774721.
15. ↑  “Trihexyphenidyl Hydrochloride”. Drugs.com. 2021年6月11日閲覧。
16. ↑  Watson Laboratories Inc. trihexyphenidyl hydrochloride tablets, USP. prescribing information. Corona, CA; 2005 May.
17. ↑  “Trihexyphenidyl”. AHFS drug information. Bethesda, MD: American Society of Health-System Pharmacists. (2006). pp. 1256
18. ↑  Rote Liste Service GmbH (Hrsg.) (2017). Rote Liste 2017 – Arzneimittelverzeichnis für Deutschland (einschließlich EU-Zulassungen und bestimmter Medizinprodukte). Aufl. 57. Frankfurt/Main: Rote Liste Service GmbH. pp. 224. ISBN 978-3-946057-10-9
19. ↑  “Prospective open-label clinical trial of trihexyphenidyl in children with secondary dystonia due to cerebral palsy”. Journal of Child Neurology 22 (5):  530–7. (May 2007). doi:10.1177/0883073807302601. PMID 17690057.
20. ↑  “"Complex I Deficiency”. Mitochondrial Case Studies: Underlying Mechanisms and Diagnosis.. Academic Press. (November 2015). pp. 257–64. ISBN 978-0-12-801149-2